# Eugénie Faux-Froidure
Eugénie Faux-Froidure, née Eugénie Faux à Noyen-sur-Sarthe le 23 août 1866 et morte à Rueil-Malmaison le 14 février 1942, est une peintre française renommée pour ses aquarelles de fleurs très réalistes.

## Biographie
Eugénie Alphonsine Juliette Faux nait en 1866 dans une famille bourgeoise de Noyen-sur-Sarthe de Pierre Amédé Faux et d'Antoinette Delcros. Son père, originaire d'Eure-et-Loir, est alors chef de gare de Noyen.

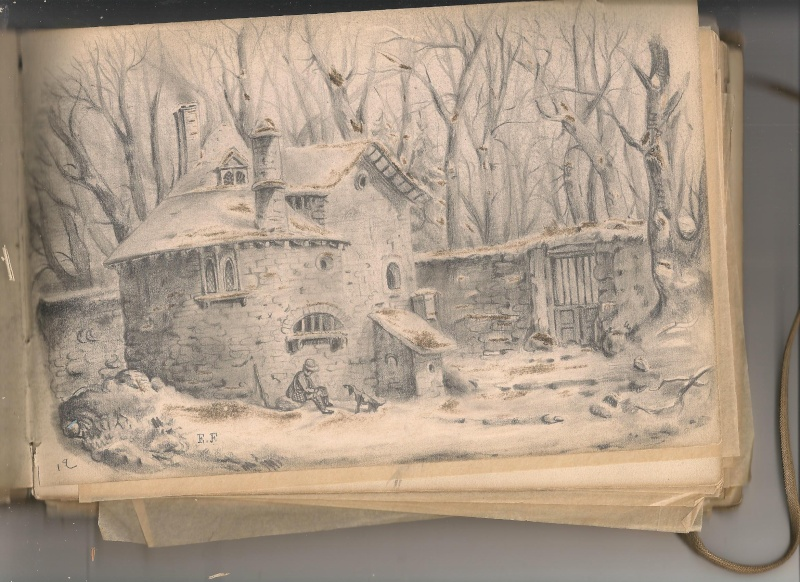
Carnet d'esquisses d'Eugénie Faux, vers 1890.

Eugénie Faux réalise de nombreuses esquisses dès l'âge de 14 ans, puis devient élève de Marie-Augustine Mac-Nab, Albert Maignan, Ernest Quost, Pierre-Victor Galland et Gaston Casimir Saint-Pierre. Sa famille s'étant opposée à ce qu'elle étudie le modèle nu, elle se consacre à la peinture de fleurs. Après son mariage avec Vital Alexandre Froidure, employé de banque, le 20 février 1895, elle prend son nom d'artiste définitif, Eugénie Faux-Froidure. Le couple aura au moins un enfant, une fille vers 1909.
Entre 1886 et 1940, elle figure chaque année au Salon des artistes français, où elle est sociétaire à partir 1893. Elle participe aux expositions des Beaux-Arts de Versailles, de Tours en 1891 et du Mans en 1911 et 1923, etc. Elle est en 1898 et en 1923 au salon des aquarellistes à la galerie Georges Petit. De 1900 à 1902, elle expose avec Les XII à la Bodinière, groupe de douze artistes femmes de différentes nationalités, expérience encore audacieuse pour l'époque. En 1907, elle est, avec Louise Abbéma, exposante et membre du jury du salon de la Société Nationale d'Horticulture. Elle accroche au Salon d'Automne en 1908. Elle expose à Londres[réf. souhaitée]. En 1911, elle participe à l'Exposition universelle de Turin.
Elle expose très régulièrement au Salon de l'Union des femmes peintres et sculpteurs jusqu'en 1942 ; membre du comité, elle est vice-présidente de l'Union de 1926 à 1931. Ses aquarelles florales y font figure de référence dans la première moitié du XXe siècle pour la critique.
En 1897 et en 1900 au moins, elle réalise dans son atelier des expositions particulières de paysages, marines, portraits initialement, mais surtout de fleurs ensuite. En 1909, elle fait une exposition particulière à la galerie Georges Petit.
Elle a une large réception critique où l'on loue son « brio extraordinaire, une virtuosité de coloris exquise et une délicatesse de touche infinie (avec lesquels elle) arrive à peindre les fleurs, aussi fraiches, aussi brillantes et aussi fragiles qu'elles le sont en réalité ».
Jeanne Bourrillon-Tournay réalise son portrait en 1907.

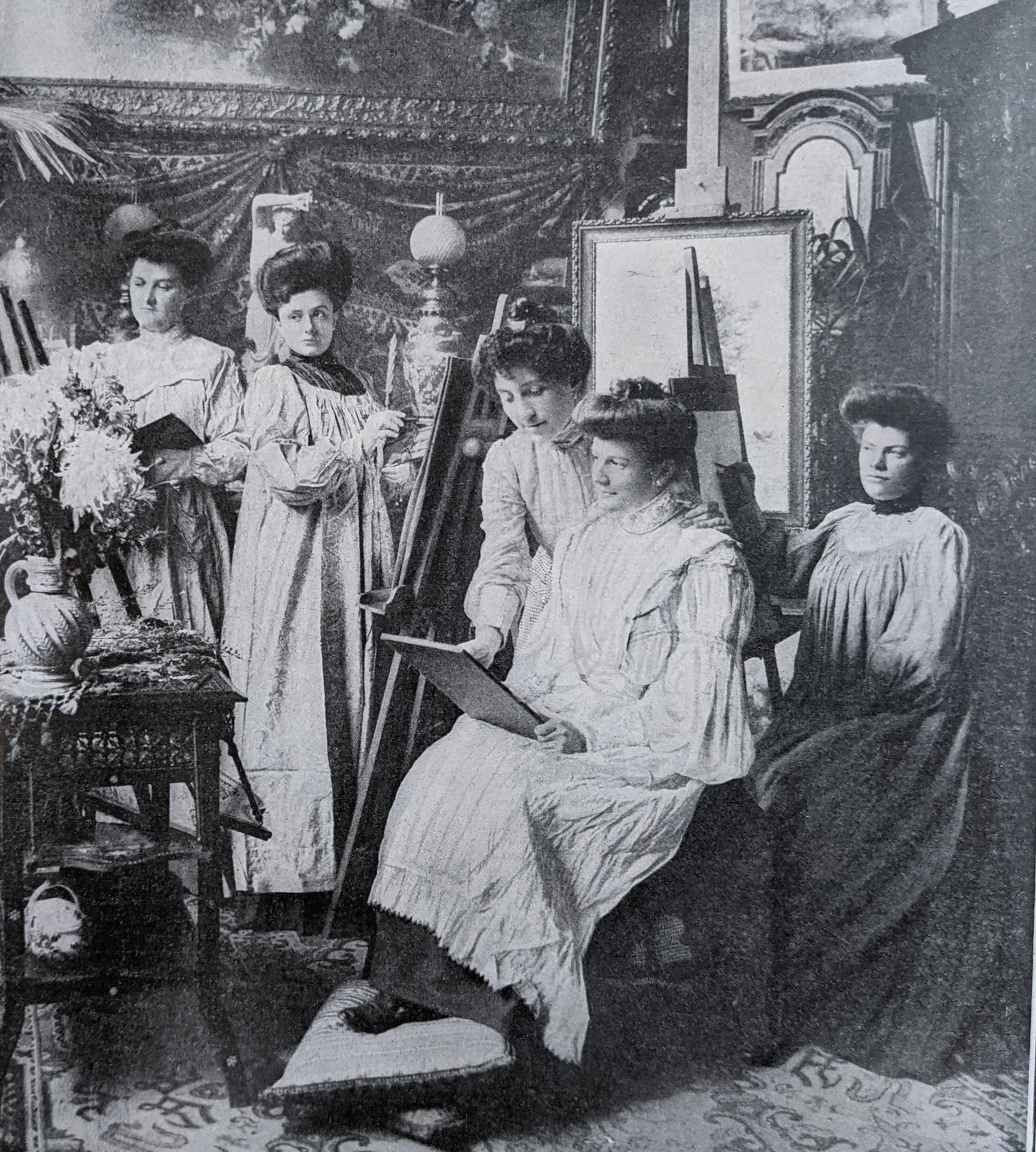
L'atelier de Madame Faux-Froidure en "une" du journal Femina en 1904. Fonds Laruelle, département des estampes et de la photographie, BNF.

Elle est pendant plus de trente ans professeur de dessin à la ville de Paris et enseigne également dans son atelier à de nombreuses élèves,. Elle fait la "une" de la récente revue Femina en 1904 : « Novembre est le mois des chrysanthèmes, et le chrysanthème a la vogue. Dans tous les cours de peinture à la mode, on initie les jeunes filles à l'art délicat de (les) peindre. Voici Mme Faux-Froidure, une de nos meilleures artistes, donnant à ses élèves la leçon du « chrysanthème »».
Elle est en 1930 au Salon des peintres de fleurs à La Galerie d'art moderne de Lille, avec Blanche Odin, Suzanne Meunier, Pierre Eugène Montézin, Marie Réol, etc et à la galerie Rosenthal à Paris pour une exposition particulière en 1935.
Elle meurt en 1942 à Rueil-Malmaison à l'âge de 75 ans.

## Récompenses et distinctions
En 1897, elle reçoit le second prix de l'Union des femmes peintres et sculpteurs. En 1898, une mention honorable lui est décernée au Salon des artistes français. En 1900, une mention honorable lui est également décernée lors de l'Exposition universelle. Elle obtient au Salon une médaille de troisième classe en 1903 et une médaille de deuxième classe en 1906. En 1902, elle reçoit le 1er prix de l'Union. Elle est faite officier de l'Instruction publique en 1903. Elle est nommée chevalier de la Légion d'honneur par un décret du 11 août 1931. Elle est également nommée chevalier de l'ordre du Nichan Iftikhar et chevalier de l'ordre du Mérite agricole.
- Chevalier du Nichan Iftikhar
- Chevalier de la Légion d'honneur
- Chevalier de l'ordre du Mérite agricole

## Galerie d'œuvres

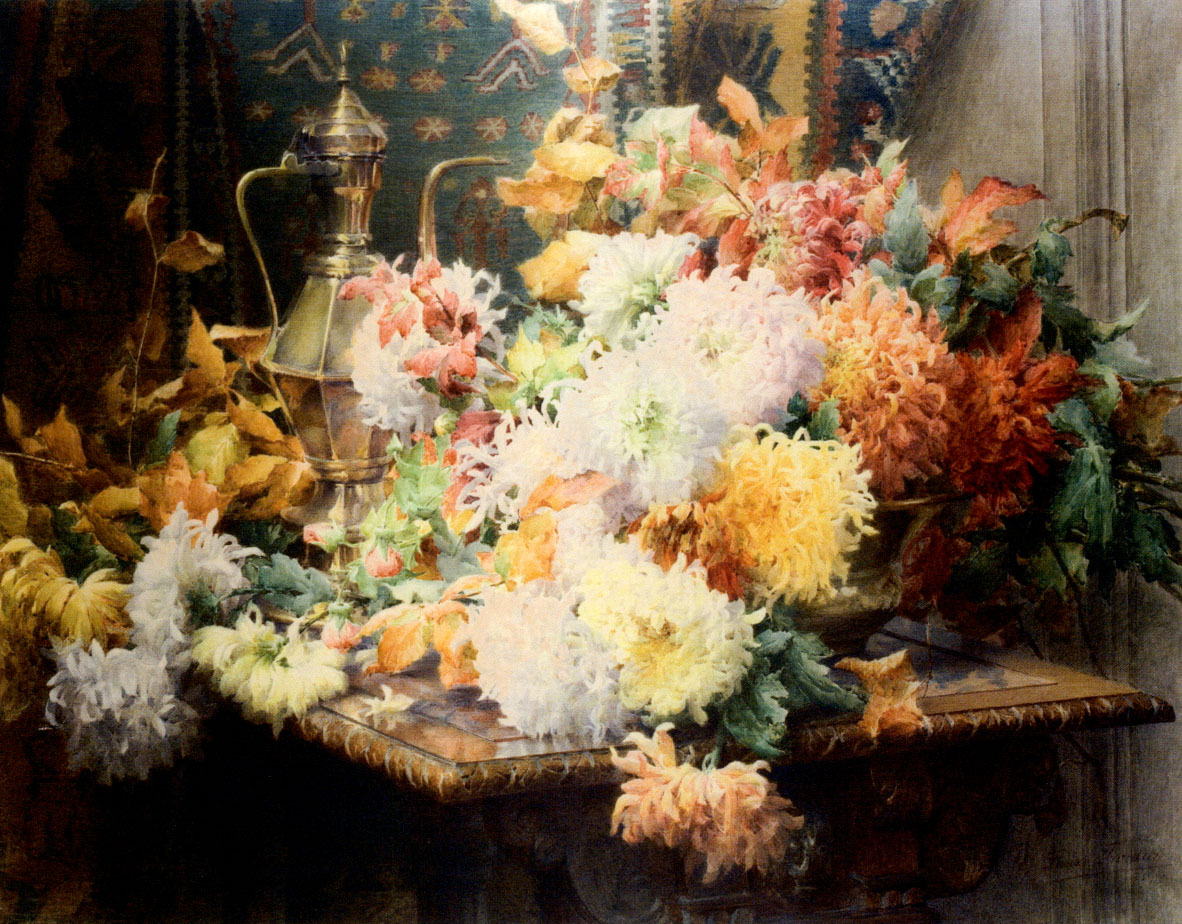
1902, aquarelle, 95 × 120 cm.
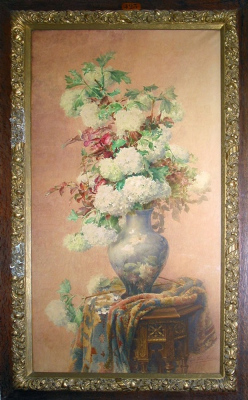
Boules de neige, 1902, aquarelle, 174 × 104 cm.

## Œuvres dans les collections publiques
- Musée d'Amiens : Pivoines[18].
- Musée royal des Beaux-Arts d'Anvers[4].
- Aubusson, Cité internationale de la tapisserie : Boules de neige[18].
- Musée barrois de Bar-le-Duc : Panier de raisins, aquarelle, 88 × 120 cm, 1897, achat à l'artiste au salon de l'Union des femmes peintres et sculpteurs, FNAC 1108[25].
- Musée de Tessé au Mans : Hortensias[18].
- Paris, en dépôt au Centre national des arts plastiques : Boules de neige et tapis (titre attribué), aquarelle, 174 × 104 cm, 1902, achat à l'artiste au salon de l'Union des Femmes peintres et sculpteurs, FNAC 1190 ; Boules de neige et renoncules, aquarelle, 67 × 89 cm, 1906, achat à l'artiste au salon de l'Union des femmes peintres et sculpteurs, FNAC 1808[25].
- Paris, en dépôt à la Présidence de la République : Roses jaunes, aquarelle, 52 × 41 cm, 1927, achat à l'artiste au salon de l'Union des femmes peintres et sculpteurs, FNAC 9914[25].
- Paris, Musée national d'Art moderne : Roses dans un vase d'étain (achat par l'État en 1908)[7].
- Musée des Beaux-Arts de Rouen : Chrysanthèmes [18] et Feuillages d'automne.
- Musée de Tunis : Clématites[18].

## Expositions rétrospectives
- Expositions rétrospectives Étienne Mondineu, Eugénie Faux-Froidure, Jacques Bille, André Barian et Charles Lefèvre au Salon d'hiver, 1942[26].